# 대한스키협회
대한스키협회(KSA)는 스키종목 보급과 스키의 활성화를 통한 국민체력 증진, 국제 스키대회 참가 및 교류를 통한 국위선양을 목적으로 1995년 8월 31일 설립된 대한민국 문화체육관광부 소관의 사단법인이다. 사무실은 서울특별시 송파구 오륜동 88 올림픽회관 내에 있다.

## 주요 사업
- 각종 스키대회 주관
- 스키 국제대회 파견과 초청
- 스키선수 양성과 스키 보급